# Agata Kołakowska
Agata Kołakowska (ur. 1984 we Wrocławiu) – polska pisarka. 

## Życiorys
Jest absolwentką Uniwersytetu Wrocławskiego na kierunku dziennikarstwo i komunikacja społeczna. W trakcie studiów współpracowała m.in. z Radiem RAM. Pracowała w Polskim Radio Wrocław. Zadebiutowała w 2009 powieścią Patrycja. Do książki Wyrok na miłość skomponowano płytę z musicalowymi utworami i tekstami Agaty Kołakowskiej. Płyta została nagrana w studio 701 u Leszka Możdżera we Wrocławiu. Dwa utwory zaśpiewała Ewa Szlempo – aktorka Teatru Muzycznego Capitol.

## Książki
- Patrycja, Wydawnictwo Prószyński i S-ka, data wydania: 6.08.2009
- Przyjaciółki, Wydawnictwo Prószyński i S-ka, data wydania:
- Siódmy rok, Wydawnictwo Prószyński i S-ka, data wydania:
- Niechciana prawda, Wydawnictwo Prószyński i S-ka, data wydania:
- Płótno, Wydawnictwo Prószyński i S-ka, data wydania: 22.08.2013
- Wszystko co minęło, Wydawnictwo Prószyński i S-ka, data wydania: 9.01.2014
- Zaciszny zakątek, Wydawnictwo Prószyński i S-ka, data wydania: 15.01.2015
- We dnie, w nocy, Wydawnictwo Prószyński i S-ka, data wydania: 6.07.2015
- Niewypowiedziane słowa, Wydawnictwo Prószyński i S-ka, data wydania: 4.02.2016
- Igraszki z losem, Wydawnictwo Prószyński i S-ka, data wydania: 6.09.2016
- Kolejny rozdział, Wydawnictwo Prószyński i S-ka, data wydania: 2.02.2017
- Pięć minut Raisy, Wydawnictwo Prószyński i S-ka, data wydania: 24.08.2017
- Wyrok na miłość, Wydawnictwo Prószyński i S-ka, data wydania: 3.04.2018
- Pokrewne dusze, Wydawnictwo Prószyński i S-ka, data wydania: 6.11.2018
- Lista obecności, Wydawnictwo Prószyński i S-ka, data wydania: 18.06.2019
- Uśpione pragnienia, Wydawnictwo Prószyński i S-ka, data wydania: 16.07.2020
- Szczęście na miarę, Wydawnictwo Prószyński i S-ka, data wydania: 26.01.2021
- Ślepa miłość, Wydawnictwo Prószyński i S-ka, data wydania: 17.08.2021